# La fábrica de cal
La fábrica de cal, o El horno de yeso, es una pintura romántica del artista francés Théodore Géricault, realizada al final de su carrera alrededor de 1821 y 1822. Se trata de un óleo sobre lienzo de 50 centímetros de alto por 60 cm de ancho, conservado en el Museo del Louvre de París, Francia. 

## Descripción
Géricault representa en la obra una fábrica de cal, en la que él mismo había invertido dinero, y que esbozó en una primera visita, sobre el terreno.
Es una pintura prácticamente monocroma, toda ella en tonos terrosos, beiges y marrones,y en la que están ausentes figuras humanas, lo que acaba pareciendo, más que una pintura de género, un paisaje. Aparecen tres vigorosos caballos, aún con los arreos, que están comiendo de los morrales que llevan al cuello. Delante de ellos, ocupando la mitad derecha del primer plano, el terreno embarrado de la fábrica. Detrás puede verse el edificio, en el que están entrando otros dos caballos. De la fábrica sale, por la parte izquierda, un intenso humo blanco, que revela la realización de actividades en su interior y que contrasta con el cielo sombrío.